# Campionato sudamericano maschile under 20 di calcio 2007
Il Campionato sudamericano di calcio Under-20 2007 fu la 23ª edizione della competizione organizzata dalla CONMEBOL riservata a giocatori Under-20, e fu giocato in Paraguay tra il 9 gennaio e l'28 gennaio 2007.
Il Brasile si aggiudicò il suo nono titolo, davanti ad Argentina, medaglia d'argento, ed Uruguay, bronzo. Queste tre nazionali e la quarta classificata Cile si qualificarono per il Campionato mondiale di calcio Under-20 2007, mentre le prime due, Brasile ed Argentina, anche al torneo di Calcio ai Giochi della XXIX Olimpiade

## Partecipanti
Partecipano al torneo le rappresentative delle 10 associazioni nazionali affiliate alla Confederación sudamericana de Fútbol:
| - Argentina under 20 - Bolivia under 20 - Brasile under 20 - Cile under 20 - Colombia under 20 |  | - Ecuador under 20 - Paraguay under 20 - Perù under 20 - Uruguay under 20 - Venezuela under 20 |

## Città e stadi
Quattro furono le sedi scelte per ospitare le gare del torneo:
| Città                | Stadio                        | Posti  |
| -------------------- | ----------------------------- | ------ |
| Asunción             | Estadio Defensores del Chaco  | 45.000 |
| Ciudad del Este      | Stadio Antonio Oddone Sarubbi | 29.000 |
| Pedro Juan Caballero | Stadio Río Parapití           | 25.000 |
| Luque                | Stadio Feliciano Cáceres      | 24.000 |

## Fase a gironi

### Gruppo A
| Squadra           | P.ti | G | V | P | S | GF | GS | DR |
| ----------------- | ---- | - | - | - | - | -- | -- | -- |
| Brasile under 20  | 10   | 4 | 3 | 1 | 0 | 10 | 4  | +6 |
| Paraguay under 20 | 8    | 4 | 2 | 2 | 0 | 3  | 1  | +0 |
| Cile under 20     | 6    | 4 | 2 | 0 | 2 | 10 | 7  | +3 |
| Bolivia under 20  | 4    | 4 | 1 | 1 | 2 | 4  | 8  | -4 |
| Perù under 20     | 0    | 4 | 0 | 0 | 4 | 4  | 11 | -7 |

#### Risultati
| Arbitro: | Sergio Pezzotta |

|                                             |           |                      |
| Leandro Lima 46’ 65’ Alexandre Pato 71’ 76’ | Marcatori | 29’ Isla 73’ Sánchez |

| Pedro Juan Caballero 7 gennaio 2007, ore 22:00 | Paraguay      | 0 – 0 | Bolivia | Monumental Río Parapití\| Arbitro: \| Albert Duarte \| |
| Arbitro:                                       | Albert Duarte |       |         |                                                        |

| Arbitro: | Roberto Silvera |

|            |           |  |
| Bogado 15’ | Marcatori |  |

| Arbitro: | Samuel Haro |

|              |           |             |
| Lucas 9’ 90’ | Marcatori | 33’ Ismodes |

| Arbitro: | Manuel Andarcia |

|  |           |                                     |
|  | Marcatori | 15’ 32’ Larrondo 40’ 66’ Vidangossy |

| Arbitro: | Sergio Pezzotta |

|                   |           |  |
| Huerta 37’ (aut.) | Marcatori |  |

| Arbitro: | Albert Duarte |

|                               |           |                                    |
| Elias 34’ Larrondo 86’ (aut.) | Marcatori | 9’ 70’ (rig.) Medina 64’ 79’ Vidal |

| Arbitro: | Samuel Haro |

|                                              |           |  |
| Luiz Adriano 62’ Tchô 70’ Alexandre Pato 90’ | Marcatori |  |

| Arbitro: | Manuel Andarcia |

|              |           |                                                    |
| Quiñónez 18’ | Marcatori | 34’ Pinedo 75’ (rig.) 76’ (rig.) Campos 78’ Fierro |

| Arbitro: | Roberto Silvera |

|          |           |             |
| Tchô 87’ | Marcatori | 64’ Benítez |

### Gruppo B
| Squadra            | Pti | G | V | Pa | Pe | GF | GS |    |
| ------------------ | --- | - | - | -- | -- | -- | -- | -- |
| Colombia under 20  | 9   | 4 | 3 | 0  | 1  | 5  | 3  | +2 |
| Uruguay under 20   | 7   | 4 | 2 | 1  | 1  | 6  | 5  | +1 |
| Argentina under 20 | 5   | 4 | 1 | 2  | 1  | 11 | 6  | +5 |
| Ecuador under 20   | 4   | 4 | 1 | 1  | 2  | 5  | 5  | 0  |
| Venezuela under 20 | 3   | 4 | 1 | 0  | 3  | 3  | 11 | -8 |

#### Risultati
| Arbitro: | Víctor Hugo Rivera |

|  |           |           |
|  | Marcatori | 29’ Antón |

| Arbitro: | Ricardo Grance |

|          |           |               |
| Abán 56’ | Marcatori | 23’ Rodríguez |

| Arbitro: | Enrique Osses |

|                         |           |             |
| Cavani 49’ Figueroa 61’ | Marcatori | 80’ Moreira |

| Arbitro: | Leonardo Gaciba |

|           |           |                           |
| Fazio 10’ | Marcatori | 71’ Mosquera 77’ Quintero |

| Arbitro: | Iván Gamboa |

|           |           |                                         |
| Antón 85’ | Marcatori | 55’ Moreira 73’ (rig.) Arroyo 84’ Ayoví |

| Arbitro: | Ricardo Grance |

|            |           |  |
| Cavani 54’ | Marcatori |  |

| Arbitro: | Víctor Hugo Rivera |

|          |           |  |
| Pino 63’ | Marcatori |  |

| Arbitro: | Enrique Osses |

|                                                      |           |  |
| Mouche 11’ 27’ 62’ Moralez 43’ Sosa 86’ Di Santo 90’ | Marcatori |  |

| Arbitro: | Iván Gamboa |

|                           |           |                |
| Cárdenas 52’ Palomino 61’ | Marcatori | 27’ Piedrahita |

| Arbitro: | Leonardo Gaciba |

|                             |           |                                |
| Di María 27’ 42’ Sosa 45+1’ | Marcatori | 6’ 60’ (rig.) Cavani 77’ Laens |

## Fase finale
| Squadra            | Pti | G | V | Pa | Pe | GF | GS |     |
| ------------------ | --- | - | - | -- | -- | -- | -- | --- |
| Brasile under 20   | 11  | 5 | 3 | 2  | 0  | 10 | 5  | +5  |
| Argentina under 20 | 9   | 5 | 2 | 3  | 0  | 4  | 2  | +2  |
| Uruguay under 20   | 7   | 5 | 2 | 1  | 2  | 7  | 6  | +1  |
| Cile under 20      | 6   | 5 | 1 | 3  | 1  | 10 | 6  | +4  |
| Paraguay under 20  | 6   | 5 | 2 | 0  | 3  | 7  | 9  | -2  |
| Colombia under 20  | 1   | 5 | 0 | 1  | 4  | 2  | 12 | -10 |

### Risultati
| Arbitro: | Leonardo Gaciba |

|                   |           |                                             |
| Bogado 64’ (rig.) | Marcatori | 3’ Kagelmacher 14’ Vonder Putten 26’ Cavani |

| Arbitro: | Ricardo Grance |

|  |           |                                                  |
|  | Marcatori | 36’ Vidal 53’ 60’ Medina 72’ Larrondo 84’ Arenas |

| Arbitro: | Roberto Silvera |

|                            |           |                     |
| Luiz Adriano 28’ Lucas 60’ | Marcatori | 47’ Sosa 58’ Cahais |

| Arbitro: | Víctor Hugo Rivera |

|  |           |            |
|  | Marcatori | 33’ Cahais |

| Arbitro: | Alberte Duarte |

|                             |           |                 |
| Alexandre Pato 69’ Tchô 85’ | Marcatori | 84’ 90+4’ Vidal |

| Arbitro: | Sergio Pezzotta |

|  |           |                           |
|  | Marcatori | 56’ Figueroa 90+3’ Cavani |

| Asunción 23 gennaio 2007 | Argentina      | 0 – 0 | Cile | Defensores del Chaco\| Arbitro: \| Ricardo Grance \| |
| Arbitro:                 | Ricardo Grance |       |      |                                                      |

| Arbitro: | Samuel Haro |

|                       |           |                           |
| Chalar 17’ Pino 45+1’ | Marcatori | 27’ 73’ Acuña 60’ Benítez |

| Arbitro: | Sergio Pezzotta |

|                                        |           |            |
| David 15’ Alexandre Pato 32’ Edgar 38’ | Marcatori | 81’ Cavani |

| Arbitro: | Leonardo Gaciba |

|            |           |                   |
| Medina 15’ | Marcatori | 90+1’ Martín Díaz |

| Asunción 25 gennaio 2007 | Argentina   | 0 – 0 | Colombia | Defensores del Chaco\| Arbitro: \| Samuel Haro \| |
| Arbitro:                 | Samuel Haro |       |          |                                                   |

| Arbitro: | Roberto Silvera |

|               |           |  |
| Danilinho 90’ | Marcatori |  |

| Arbitro: | Samuel Haro |

|                                         |           |                      |
| Bogado 47’ (rig.) Acuña 55’ Escobar 61’ | Marcatori | 19’ Medina 58’ Vidal |

| Arbitro: | Ricardo Grance |

|              |           |  |
| Acosta 90+2’ | Marcatori |  |

| Arbitro: | Víctor Hugo Rivera |

|                     |           |  |
| Lucas 25’ Edgar 45’ | Marcatori |  |

## Qualificati al Mondiale U-20 FIFA 2007
- Brasile
- Argentina
- Uruguay
- Cile

## Qualificati alle Olimpiadi 2008
- Brasile
- Argentina